# Srpen 2014
1. srpna – pátek 
 Izraelský deník The Times of Israel stáhl ze svého webu článek obhajující genocidu palestinských obyvatel Pásma Gazy. Kauza se odehrála v době probíhající izraelské operace Ochranné ostří.
2. srpna – sobota 
 Ozbrojené křídlo Hamásu Brigády Izz ad-Dína al-Kassáma popřelo, že drží v zajetí živého izraelského vojáka údajně zajatého během izraelského vpádu do města Rafáh v Pásmu Gazy. Tento incident vedl ke zrušení dohodnutého příměří v konfliktu, který si vyžádal již přes 1600 obětí; vesměs civilistů.
 Novým předsedou České pirátské strany byl zvolen Lukáš Černohorský.
 Válka v Donbasu: Ukrajinská armáda údajně odřízla Doněck od zbytku povstaleckého území. Starosta Luhansku prohlásil, že se obležené město nachází na pokraji humanitární katastrofy.
2. srpna – sobota 
 Biskup Manchesteru žádá britskou vládu o udělení azylu 30 000 křesťanům, kteří uprchli z iráckého Mosulu před pronásledováním ze strany Islámského státu v Iráku a Levantě.
3. srpna – neděle 
 Silné zemětřesení o síle 6,1 stupně Richterovy škály v provincii Jün-nan v jižní Číně si vyžádalo nejméně 381 obětí na životech, dalších 1800 osob utrpělo zranění.
5. srpna – úterý 
 Útočník převlečený za afghánského vojáka zabil amerického generálmajora a dalších 14 vojáků ISAF včetně brigádního generála Bundeswehru zranil.
 Tisíce iráckých Jezídů uprchlo před ozbrojenci z Islámského státu do pohoří Džabal Sindžár. Islamisté ve svém ultimátu nutí komunitu buď konvertovat k sunnitskému islámu a platit vyžadovávanou daň, nebo pod pohrůžkou smrti opustit oblast.
 Předsedou Bulharské přechodné vlády byl jmenován profesor Georgi Bliznaški.
 Izrael po 28 dnech ukončil pozemní operace v Pásmu Gazy pod názvem Operace Ochranné ostří. Armáda přitom zničila všechny tunely využívané bojovníky hnutí Hamás a stahuje se zpět na izraelské území. Během konfliktu Palestina ohlásila 1 869 zabitých, Izrael hlásí 67 mrtvých. Na palestinské straně přitom umíraly ve velkém počtu i děti, upozornila OSN. 
6. srpna – středa 
 Po ztroskotání dojednaného příměří mezi islamistickou Frontou an-Nusrá a libanonskou armádou se opět rozhořely boje v oblasti města Arsal.
 Po desetileté cestě se vesmírná sonda Rosetta přiblížila k jádru komety 67P/Churyumov-Gerasimenko.
8. srpna – pátek 
 V Pásmu Gazy a jižním Izraeli došlo k obnovení bojů po vypršení třídenního příměří.
 Malaysia Airlines budou zestátněny. Opatření následuje po neobjasněném zmizení letounu a sestřelení druhého letadla nad východní Ukrajinou dříve v tomto roce.
 Americký prezident Barack Obama autorizoval letecké údery na pozice Islámského státu a humanitární pomoc Jazídských uprchlíkům v pohoří Sindžár.
 Světová zdravotnická organizace vyhlásila, kvůli probíhající epidemii Eboly v západní Africe, mezinárodní stav nouze.
9. srpna – sobota 
 Na 41. šachové olympiádě v norském Tromsø porazilo Česko první nasazené Rusko.
10. srpna – neděle 
 Novým tureckým prezidentem byl zvolen Recep Tayyip Erdogan, dosavadní premiér země.
11. srpna – pondělí 
 Operace Ochranné ostří: Mezi Izraelem a palestinským hnutím Hamás začalo platit nové třídenní příměří.
 Ve věku 63 let zemřel oscarový herec a komik Robin Williams. 
12. srpna – úterý 
 Libérie získá americký experimentální lék Zmapp, zatím co si probíhající epidemie viru Ebola vyžádala již přes 1000 mrtvých.
 Rusko vyslalo do ukrajinského Donbasu 280 nákladních automobilů s humanitární pomocí.
13. srpna – středa 
 Při letecké nehodě v brazilském přístavu Santos zemřel brazilský prezidentský kandidát Eduardo Campos. 
 V americkém St. Louis pokračují nepokoje, které vyvolalo zastřelení neozbrojeného černošského mladíka místní policii.
 Fieldsovu medaili získala íránská matematička Maryam Mirzachaniová působící na Stanfordově univerzitě. Stala se tak první oceněnou ženou za 80 let existence této ceny.
14. srpna – čtvrtek 
 Bývalý irácký premiér Núrí Málikí po dlouhém váhání podpořil svého nástupce Hajdara Abádího.
 Válka v Donbasu: Igor Girkin „ministr obrany“ samozvané Doněcké lidové republiky rezignoval na svou funkci.
15. srpna – pátek 
 Tisíce izraelských demonstrantů požadovali v Tel Avivu pokračování bojových operací proti palestinským militantním hnutím v Pásmu Gazy, od kterého si slibují ukončení ostřelování sídel v jižním Izraeli.
16. srpna – sobota 
 Guvernér státu Missouri vyhlásil kvůli nepokojům ve Fergusonu na předměstí St. Louis stav ohrožení.
 Papež František během své návštěvy Jižní Koreje blahořečil 124 korejských mučedníků z období vlády dynastie Čoson.
 Nizozemec Henk Zanoli (91 let) vrátil izraelskému velvyslanectví svou pamětní medaili Spravedlivý mezi národy. Rozhodl se tak poté, co Izraelské letectvo zabilo při náletu v Gaze šest jeho příbuzných.
17. srpna – neděle 
 Guvernér státu Missouri povolal kvůli nepokojům na černošském předměstí St. Louis Národní gardu.
 Kurdské ozbrojené milice (pešmergové) za pomoci vojenských leteckých sil Spojených států dobyly strategickou přehradu u severoiráckého města Mosul, kterou začátkem srpna ovládli bojovníci Islámského státu. 
18. srpna – pondělí 
 Papež František, známý spíše svými zdrženlivými a mírnými postoji v konfliktních otázkách, označil za legitimní případný zásah proti ozbrojencům z Islámského státu, který dobývá rozsáhlá území v Iráku a Sýrii a podle svědectví na nich páchá zvěrstva. 
19. srpna – úterý 
 V Berlíně se objevilo podezření na první případ eboly v Německu. Žena původem ze Západní Afriky, která s příznaky odpovídajícími ebole zkolabovala na úřadu práce, přiznala pobyt v nakažených oblastech i kontakt s nemocnými. Nákaza ebolou byla následně vyloučena, žena měla malárii.
20. srpna – středa 
 Nejméně 27 lidí zemřelo v důsledku sesuvu půdy v japonské prefektuře Hirošima. Dalších 10 osob se pohřešuje.
 Operace Ochranné ostří: V reakci na ostřelovaní izraelských sídel zničilo Izraelské letectvo dům velitele brigády Izz ad-Dína al-Kassáma Muhammada Dajfa, přičemž usmrtilo 11 lidí včetně dvou příslušníků jeho rodiny. Ozbrojené křídlo Hamásu pohrozilo odvetou.
 Příznivci opozičního Pákistánského hnutí za spravedlnost vedeni opozičním předákem Imranem Khanem pronikli do vládní zóny v hlavním městě Islamabadu. Žádají demisi premiéra Naváze Šarífa.
21. srpna – čtvrtek 
 Povstalci ze skupiny Boko Haram obsadili město Buni Yadi v severonigerijském státu Jobe.
 Generál Prajutch Čan-Oča, vůdce thajské vojenské junty, byl provizorním parlamentem zvolen premiérem.
22. srpna – pátek 
 Konflikt v Gaze: Hamas popravil v Gaze 18 údajných izraelských špionů. Při palestinském minometném ostřelování kibucu v Sdot Negev bylo zabito čtyřleté dítě.
 Válka v Donbasu: Část ruských kamionů s humanitární pomocí vjela bez doprovodu Červeného kříže na území Ukrajiny a míří do Luhansku.
 Ozbrojenci povraždili desítky lidí v sunnitské mešitě v irácké provincii Dijála. Podezření padá na šítské milice.
 Guvernér Missouri Jay Nixon nařídil stažení Národní gardy z Fergusonu předměstí St. Louis.
23. srpna – sobota 
 Silné otřesy zasáhly oblast stratovulkánu Bárdarbunga pod islandským ledovcem Vatnajökull. Island varoval letecké společnosti před možným silným znečištěním ovzduší sopečným popelem.
 Obě generálky na tenisový grandslam US Open vyhráli čeští tenisté – Petra Kvitová podruhé triumfovala v New Havenu a Lukáš Rosol ve Winston-Salemu.
24. srpna – neděle 
 Islámský stát údajně dobyl poslední leteckou základnu Tabka, poslední pozici syrských ozbrojených sil v provincii Rakka.
 Zemětřesení o síle 6 stupňů Richterovy stupnice zasáhlo okres Napa severně od Sanfranciského zálivu.
 Neidentifikovaná letadla provedla nálety v libyjském Tripolisu, jejichž cílem útoků se stali milicionáři z Misuráty.
25. srpna – pondělí 
 Ukrajinský prezident Petro Porošenko podepsal dekret o rozpuštění ukrajinského parlamentu a vyhlášení předčasných voleb.
 Válka v Donbasu: Ukrajinské ozbrojené síly obvinili Rusko z vpádu na ukrajinské území poblíž Novoazovska v Doněcké oblasti.
 Francouzský premiér Manuel Valls předložil prezidentu François Hollandovi rezignaci vlády.
26. srpna – úterý 
 Česká republika uzavřela s Evropskou komisí dohodu o partnerství, která Česku umožní čerpat v následujícím finančním období do roku 2020 a následně investovat celkem 22 miliard eur (asi 616 miliard korun) z evropských fondů politiky soudržnosti. 
Prezidenti Ruska a Ukrajiny Vladimir Putin a Petro Porošenko se sešli mezi čtyřma očima během summitu v běloruském hlavním městě Minsku. Jednání proběhlo za zavřenými dveřmi a má se za to, že si oba prezidenti pouze vzájemně sdělili svá stanoviska.
27. srpna – středa 
 Syrská občanská válka: Syrská armáda byla bojovníky fronty an Nusrá vytlačena z pozic u hraničního přechodu Kunejtra na Izraelem anektovaných Golanských výšinách. Během tvrdých bojů byl zraněn také izraelský voják.
 Česko dodá iráckým Kurdům 500 tun munice do útočných pušek a kulometů, ruční granáty a střely RPG v hodnotě 41 milionů korun. Kurdské milice pešmerga čelí bojovníkům Islámského státu.
 Německá vláda prohlásila 20. červen památným dnem, který má připomínat etnické Němce vysídlené z území Polska a Československa po skončení druhé světové války. O zavedení této připomínky dlouhodobě usiloval německý Svaz vyhnanců. 
28. srpna – čtvrtek 
 Syrští povstalci z fronty an-Nusrá zajali poblíž přechodu Kunajtra 43 příslušníků pozorovatelské mise OSN na Golanských výšinách. Dalších 84 příslušníku je zablokováno na svých pozicích.
 Bývalý turecký premiér Recep Tayyip Erdogan složil prezidentskou přísahu. Novým turecký premiérem se stal Ahmet Davutoglu.
 Epidemie eboly v západní Africe: Nigérie potvrdila první případ úmrtí na ebolu v přístavním městě Port Harcourt. Jde o první potvrzený případ mimo Lagos.
 Válka v Donbasu: Ozbrojené síly Ukrajiny tvrdí, že proruští povstalci podporovaní ruskými tanky obsadili přístav Novoazovsk. Ukrajina mluví o ruské invazi a požádala o svolání zasedání Rady bezpečnosti OSN. Prezident Porošenko kvůli tomu zrušil státní návštěvu Turecka. 
29. srpna – pátek 
 Válka na východní Ukrajině: Organizace Human Rights Watch vydala zprávu, v které upozorňuje, že separatisté zatýkají, mučí a v některých případech i popravují civilisty. 
 Senegal ohlásil první případ úmrtí na Ebolu. Podle vyjádření WHO se během probíhající epidemie může nakazit až 20 000 lidí. 
 Úřad Vysokého komisaře OSN pro uprchlíky (UNHCR) oznámil, že počet lidí prchajících před boji v Sýrii přesáhl 9,5 milionu.
 Mount Tavurvur, součást kaldery Rabaul poblíž stejnojmenného města na ostrově Nová Británie ve státě Papua Nová Guinea, vybuchla. Sopečný popel narušil letecké spojení mezi Austrálií a Japonskem.
30. srpna – sobota 
 Policie rozehnala demonstraci přívrženců opozičního Hnutí za spravedlnost, kteří protestovali u sídla pákistánského premiéra Naváze Šarífa, požadujíce jeho okamžitou rezignaci. Tři lidé byli zabiti a stovky zraněny.
 Polský premiér Donald Tusk byl zvolen Předsedou Evropské rady.
 Ozbrojené síly království Lesotho obsadily sídlo policie a rozhlasu. Pravděpodobně zde došlo ke státnímu převratu.
31. srpna – neděle 
 Čínský parlament rozhodl, že občané Hongkongu nemohou svobodně vybírat své zástupce ve volbách v roce 2017.
 Irácká armáda spolu s šítskými a kurdskými milicemi prolomila tříměsíční blokádu města Amirlí v guvernorátu Saladdín. Do bojů se zapojilo také americké letectvo, které bombardovalo pozice Islámského státu.
 Válka v Donbasu: Rusko a Ukrajina provedly vzájemnou výměnu zajatých vojáků.